# 李任燊
李任燊（1988年11月28日—），香港演員。曾就讀香港理工大學轄下的香港專上學院修讀社會褔利副學士。
2011年參選《第二屆 FACE USTAR大專校花校草大選》獲得UStar 校草冠軍及網上人氣 UStar Boy大獎。在完成副學士課程後，升讀北京電影學院表演系進修。2014年正式簽約經理人公司蔚藍文化有限公司成為旗下藝人，現時工作以拍攝電視劇及電影為主。

## 簡歷
李任燊畢業於東華三院李賜豪小學和閩僑中學。在校時曾於2007年至2008年擔任該校的第十二屆學生會會長。他在2011年就讀香港專上學院社會褔利副學士二年級期間，參選由娛樂雜誌《FACE周刊》所舉辦的第二屆USTAR大專校花校草大選，並贏得當年的校草冠軍。在當選之後，他一邊繼續完成副學士課程，一邊當平面模特兒為多個不同品牌拍攝廣告。在三年之間已經接拍了超過20個大型廣告。
李任燊還有參加香港電台人氣節目的角色甄選，亦順利地能進入最後階段。在2012年他參演了港台青春偶像單元劇《Y2K系列》第五輯《DIY2K》（意思為Design in Y2K），在劇中飾演設計師Kyle（任總）一角，這亦是他正式出道的作品。
於2014年他正式簽約蔚藍文化有限公司，他的經理人是電影監製及製片人黎青敏 。同年，他接拍了由陳雅莉執導的京澳合作電影《沙漏愛情》及由張經緯執導及爾冬陞監製的電影《藍天白雲》，在兩部電影中擔任男主角。
在2017年，他在ViuTV拍攝的電視劇《詭探》播出，他在當中的〈結界〉單元劇中飾演一名失蹤12年後，逃出結界的探員梁建華。另外，他擔任男配角的電影《那一年，我17》正式在香港及澳門上映，他在電影中飾演一名班上有義氣的惡霸壞學生何子健。
在2020年，他在TVB拍攝的電視劇《那些我愛過的人》飾演奸角莫宇謙，因首度飾演終極大反派及演技出色，而大獲觀眾好評，令其人氣急升。

## 參演作品

### 電影
| 上映年份 | 名稱         | 角色              | 導演         | 備註                    |
| -------- | ------------ | ----------------- | ------------ | ----------------------- |
| 2015年   | 沙漏愛情     | 楊博允            | 陳雅莉       |                         |
| 2016年   | 姨媽來了     | 小滿              | 鄧天晴       | [ 18 ]                  |
| 2017年   | 拳日制       | 黑                | 沈熙、陽子政 | 網絡大電影              |
| 2017年   | 那一年，我17 | 何子健            | 陳雅莉       | 澳門電影                |
| 2017年   | 私人會所     | 史提芬周          | 顏米羔       |                         |
| 2018年   | 藍天白雲     | Tony (鄧麗欣丈夫) | 張經緯       | 於本年 1月18日 正式上映 |
| 2019年   | G殺          | Don仔             | 李卓斌       |                         |
| 2020年   | 墮落花       | 何懸峰            | 李卓斌       |                         |
| 2020年   | 熟女愛漫遊   |                   |              |                         |
| 2021年   | 等一個擁抱   | 林嘉達            | 王炳雄       | 於本年 4月15日 正式上映 |
| 2021年   | 梅艷芳       | 蘇志威            | 梁樂民       |                         |
| 2023年   | 殘影空間     |                   | 陳志文       |                         |
| 待上映   | 大一次       |                   |              |                         |

### 電視劇
| 年份   | 劇集名稱       | 角色                | 播放頻道   | 備註               |
| 2014年 | 微象 第三季    | 小風                | 內地網劇   | 全11集             |
| 2017年 | 詭探           | 梁健華              | ViuTV      | <結界> 單元劇 主角 |
| 2018年 | 救妻同學會     | 羅諾信              | 無綫電視   |                    |
| 2020年 | 那些我愛過的人 | 莫宇謙(Eden/Edison) | 無綫電視   |                    |
| 2021年 | 格外楼神       | 詹柏林              | 港台电视31 |                    |

### 港台劇
| 播放年份 | 劇集名稱        | 角色        | 總集數 |
| 2012年   | 《DIY2K》       | Kyle (任總) | 13集   |
| 2013年   | 《證義搜查線2》 | 木村股神    | 6集    |

### 綜藝節目
| 播放日期     | 節目名稱   | 主題             | 備註                                                  |
| ------------ | ---------- | ---------------- | ----------------------------------------------------- |
| 2018年1月3日 | 《兄弟幫》 | 弒親的少女（上） | 宣傳電影《藍天白雲》 *其他嘉賓： 鄧麗欣 梁雍婷 顧定軒 |
| 2018年1月4日 | 《兄弟幫》 | 弒親的少女（下） | 宣傳電影《藍天白雲》 *其他嘉賓： 鄧麗欣 梁雍婷 顧定軒 |

### 微電影
《微象》微電影 系列

<2014年>
- 手機魔間
- 選秀星夢
- 遺物
- 浴室死神
- 演唱會大追擊

<2015年>
- 鏡中的白蘭芝
- 時間交易
- 塗鴉
- 命中注定

### 音樂錄像
- 2020 林欣彤 - 《無名指的勇氣》[28]

### 其他
Fresh Wave 2013 鮮浪潮 － 競賽短片
《雷明登Remington》。

## 廣告

### 平面廣告
- 香港寬頻網絡 [30]
- MTR - <心繫生活每一程>

### 電視廣告
- 香港中國旅行社《星之旅程》- 郵輪篇[31]
- 大快活
- 維他港式奶茶 2014 [32]
- REVLON - LIGHT UP YOUR LOVE[33]

### 微電影廣告
| 年份   | 微電影名稱             | 角色       | 廣告商   |
| ------ | ---------------------- | ---------- | -------- |
| 2013年 | 《抗氧化的愛》         | Jerry      | 白蘭氏   |
| 2013年 | 《緣途有您》           | Ken        | 康泰旅遊 |
| 2013年 | 《1 2 3 . 讓生活起飛》 |            | NOKIA    |
| 2013年 | 《理想の筆》           | 街頭音樂人 | Pilot    |

## 專訪
- 腾讯娱乐 -《姨妈来了》颠覆创新 三大看点抢先知[34]
- 新浪娱乐 - 首届澳门国际影展将开幕 众星璀璨云集[35]
- 加拿大星島日報 - 李任燊苦練結他回到17歲，King＠C AllStar向高妹示愛食檸檬[36]
- TVB周刊 - 「我的少男時代」孖K 吳崇銘(King @C AllStar), 李任燊(Kyle Li)[37][38]

## 外部連結
- 李任燊的Instagram帳戶
- 李任燊的新浪微博